# Apoštolská episkopální církev katolická
Apoštolská episkopální církev katolická v ČR  nebo Generální vikariát Starokatolické církve v ČR je název pro českou diecézi slovenské starokatolické církve.  
Svým názvem navazuje na církevní společenství vzniklé odštěpením od Církve československé v roce 1928, které se označovalo též jako „novokatolická církev“ a později zaniklo.
Nynější Apoštolská episkopální církev katolická vznikla v letech 2002–2003 odchodem členů Církve československé husitské pod vedením Antonína Jelínka (*1955), jenž přijal svěcení v apoštolské sukcesi. Ten zastával úřad biskupa české diecéze slovenské starokatolické církve (diecéze nese název Apoštolská episkopální církev katolická).
Tato církev netvoří jeden celek se Starokatolickou církví v České republice. Apoštolská episkopální církev katolická není státem registrovanou církví. Je členem Světové rady národních katolických církví.  
V současnosti (2019) je biskupem Generálního vikariátu Starokatolické církve v České republice biskup Vlastimil Šulgan.
V roce 2016 vyšel článek Štěpánky Saadouni o biskupovi Miloslavu Janu Nešutovi (bývalý duchovní Církve československé husitské), který hovoří o Apoštolské církvi starokatolické, která se, podle jeho slov, měla hlásit ke starokatolictví.